# Coppa Iberoamericana
La Coppa Iberoamericana, anche nota come Coppa Iberia per ragioni di sponsorizzazione, fu una competizione internazionale di calcio organizzata dalla CONMEBOL nel 1994 in collaborazione con la RFEF. Nel 2015 è stata riconosciuta dalla stessa CONMEBOL come torneo ufficiale.
La formula della manifestazione prevedeva che a fronteggiarsi fossero le vincitrici della Copa de Oro e della Coppa del Re della stagione precedente. L'unica edizione disputata vide contrapposti il Boca Juniors ed il Real Madrid: a trionfare furono gli spagnoli che si imposero con un totale di 4-3.
Il nome del torneo prende spunto da un'omonima competizione organizzata nel 1964 dal River Plate a cui presero parte lo stesso River, il Boca Juniors, il Botafogo ed il Barcellona, in quel caso tuttavia il torneo era di carattere amichevole e per giunta non venne neppure terminato.
A partire dal 2008 la CONMEBOL, in collaborazione con la JFA, organizza una manifestazione con una formula simile denominata Coppa Suruga Bank.

## Tabellini

### Andata
| Arbitro: | Ceccarini |

|                             |           |                  |
| Hierro 34’ Morales 70’, 79’ | Marcatori | 85’ Mac Allister |

| Real Madrid (4-4-2) |   |                   |     |     |
|                     |   |                   |     |     |
| P                   | 1 | Francisco Buyo    |     |     |
| D                   |   | Jesús Velasco     |     |     |
| D                   |   | Fernando Hierro   |     |     |
| D                   |   | Rafael Alkorta    |     |     |
| D                   |   | Mikel Lasa        |     | 75’ |
| C                   |   | Míchel            |     |     |
| C                   |   | Luis Milla        | 86’ |     |
| C                   |   | Robert Prosinečki |     | 45’ |
| C                   |   | Martín Vázquez    |     |     |
| A                   |   | Dani              |     | 57’ |
| A                   |   | Iván Zamorano     |     |     |
| Sostituzioni:       |   |                   |     |     |
| D                   |   | Nando             |     | 75’ |
| C                   |   | Sandro            |     | 46’ |
| A                   |   | José Luis Morales |     | 57’ |
| Allenatore:         |   |                   |     |     |
| Vicente del Bosque  |   |                   |     |     |

| Boca Juniors (4-3-3) |    |                        |     |     |
|                      |    |                        |     |     |
| P                    | 1  | Carlos Navarro Montoya | 3’  |     |
| D                    | 4  | Diego Soñora           |     |     |
| D                    | 2  | Juan Simón             |     |     |
| D                    | 6  | Carlos Moya            |     |     |
| D                    | 3  | Carlos Mac Allister    | 34’ |     |
| C                    | 8  | Julio Saldaña          |     |     |
| C                    | 5  | Raúl Peralta           |     |     |
| C                    | 10 | Alberto Márcico        |     |     |
| A                    | 9  | Rubén Da Silva         |     | 58’ |
| A                    | 7  | Sergio Martínez        |     | 3’  |
| A                    | 11 | Ivo Basay              |     | 70’ |
| Sostituzioni:        |    |                        |     |     |
| P                    | 12 | Esteban Pogany         |     | 3’  |
| C                    | 15 | Carlos Tapia           |     | 70’ |
| A                    | 16 | Luis Alberto Carranza  |     | 58’ |
| Allenatore:          |    |                        |     |     |
| César Luis Menotti   |    |                        |     |     |

### Ritorno
| Arbitro: | Nieves |

|                         |           |           |
| Da Silva 40’ Naveda 73’ | Marcatori | 74’ Milla |

| Boca Juniors (4-4-2) |    |                       |             |     |
|                      |    |                       |             |     |
| P                    | 1  | Esteban Pogany        | Ammonizione |     |
| D                    | 4  | Julio Saldaña         |             | 26’ |
| D                    | 2  | Luis Medero           |             |     |
| D                    | 6  | Raúl Noriega          |             |     |
| D                    | 3  | Rodolfo Arruabarrena  |             |     |
| C                    | 8  | Alejandro Farías      |             |     |
| C                    | 5  | Beto Naveda           |             |     |
| C                    | 7  | Marcelo Tejera        |             |     |
| C                    | 10 | Carlos Tapia          |             |     |
| A                    | 11 | Luis Alberto Carranza |             |     |
| A                    | 9  | Rubén Da Silva        |             |     |
| Sostituzioni:        |    |                       |             |     |
| D                    | 13 | Carlos Moya           |             | 26’ |
| Allenatore:          |    |                       |             |     |
| César Luis Menotti   |    |                       |             |     |

| Real Madrid (4-5-1) |   |                   |  |          |
|                     |   |                   |  |          |
| P                   | 1 | Francisco Buyo    |  |          |
| D                   |   | Chendo            |  |          |
| D                   |   | Mikel Antía       |  |          |
| D                   |   | Nando             |  |          |
| D                   |   | Jesús Velasco     |  |          |
| C                   |   | Alberto Marcos    |  |          |
| C                   |   | Míchel            |  |          |
| C                   |   | Robert Prosinečki |  |          |
| C                   |   | Martín Vázquez    |  | Uscita   |
| C                   |   | Luis Milla        |  |          |
| A                   |   | Dani              |  | Uscita   |
| Sostituzioni:       |   |                   |  |          |
| C                   |   | Luis Miguel Ramis |  | Ingresso |
| A                   |   | José Luis Morales |  | Ingresso |
| Allenatore:         |   |                   |  |          |
| Vicente del Bosque  |   |                   |  |          |